# Vincenza Petrilli
Pour les articles homonymes, voir Petrilli.
Vincenza Petrilli, née le 28 août 1990à Taurianova dans la région de Calabre, est une archère handisport italienne concourant en W2 pour les athlètes en fauteuil roulant. Elle est médaillée d'argent catégorie arc classique aux Jeux de 2020.

## Carrière
Elle est victime d'un accident de la route en 2016 qui lui abîme la colonne vertébrale.
Pour ses premiers Jeux en 2021, Vincenza Petrilli remporte la médaille d'argent catégorie arc classique, battue en finale par la triple championne paralympique en titre, l'Iranienne Zahra Nemati.